# Marko Vavic
Marko Vavic (Los Angeles, 25 de abril de 1999) é um jogador de polo aquático estadunidense.

## Carreira
Vavic é filho de pai montenegrino e mãe americana. Ele tem ambas as cidadanias. Vavic se formou na Universidade do Sul da Califórnia, em cujo time esportivo ele também jogou anteriormente. Em 2024 atuou como profissional na Itália pelo Rari Nantes Savona.
A partir de 2017, Vavic jogou na seleção dos EUA. Em 2017, a seleção dos EUA ficou em 13º lugar no Campeonato Mundial em Budapeste. Dois anos depois a equipe alcançou o nono lugar no Campeonato Mundial em Gwangju. Na final dos Jogos Pan-Americanos de 2019, a seleção dos Estados Unidos venceu o Canadá. Nos Jogos Olímpicos de 2021 em Tóquio, Vavic e sua equipe perderam para os espanhóis por 8–12 nas quartas de final. A equipe alcançou a sexta colocação nos jogos de colocação.
Na Copa do Mundo de 2022, em Budapeste, o time dos Estados Unidos perdeu para os gregos nas quartas de final e terminou em sexto. Em 2023, a seleção dos Estados Unidos ficou em sétimo lugar na Copa do Mundo de Fukuoka. Em 2024, a seleção norte-americana só alcançou a nona colocação na Copa do Mundo. Nos Jogos Olímpicos de Verão de 2024, em Paris, conquistou a medalha de bronze no torneio masculino do polo aquático, após vencer confronto contra a equipe húngara por 11–8 na disputa pelo terceiro lugar.